# Kovlands Ishockeyförening
Kovlands Ishockeyförening är en ishockeyklubb i Kovland i Sundsvalls kommun, Medelpad. Kovlands IshF eller KIF är en avknoppning av moderföreningen Kovlands IF. KIF spelar sina matcher i Ånäshallen i Kovland. Säsongen 1999/2000 fick man spela i division 1 och där höll man sig kvar till säsongen 2015/2016, men inför säsongen 2016/2017 drog sig föreningen ur Hockeyettan p.g.a. ekonomiska problem. Inför säsongen 2018/2019 var man kvalificerad för Hockeyettan, men tackade i slutändan nej till platsen.

## Säsonger
| Säsong    | Division           | Placering | Vårserie             | Playoff/Kval                            |
| --------- | ------------------ | --------- | -------------------- | --------------------------------------- |
| 1999/2000 | Division 1 Norra B | 3         |                      |                                         |
| 2000/2001 | Division 1 Norra B | 3         |                      |                                         |
| 2001/2002 | Division 1 Norra B | 6         |                      |                                         |
| 2002/2003 | Division 1 Norra B | 9         | 3:a i vårserien      |                                         |
| 2003/2004 | Division 1 Norra B | 4         | 3:a i Allettan Norra | Utslagna av Brunflo i playoff           |
| 2004/2005 | Division 1 Norra   | 1         |                      | 5:a i kvalserien till Hockeyallsvenskan |
| 2005/2006 | Division 1B        | 4         | 1:a i vårserien      |                                         |
| 2006/2007 | Division 1B        | 4         | 1:a i vårserien      |                                         |
| 2007/2008 | Division 1B        | 1         | 6:a i Allettan Norra |                                         |
| 2008/2009 | Division 1B        | 5         | 2:a i vårserien      |                                         |
| 2009/2010 | Division 1B        | 4         | 6:a i Allettan Norra |                                         |
| 2010/2011 | Division 1B        | 4         | 8:a i Allettan Norra |                                         |
| 2011/2012 | Division 1B        | 4         | 8:a i Allettan Norra |                                         |
| 2012/2013 | Division 1B        | 4         | 8:a i Allettan Norra |                                         |
| 2013/2014 | Division 1B        | 12        |                      | 1:a i kvalserien                        |
| 2014/2015 | Hockeyettan Norra  | 9         | 2:a i vårserien      | Utslagna av Östersund i playoff         |
| 2015/2016 | Hockeyettan Norra  | 10        | 6:a i vårserien      |                                         |